# Chrysobothris humilis
Chrysobothris humilis es una especie de escarabajo del género Chrysobothris, familia Buprestidae. Fue descrita científicamente por Horn en 1886.
Se encuentra en California, Texas, Nevada y México.
La larva se alimenta de Senegalia greggii.